# Fall River (Kansas)
Fall River è un comune degli Stati Uniti d'America, situato nello Stato del Kansas, nella contea di Greenwood.